# Elaeocarpus clementis
Elaeocarpus clementis är en tvåhjärtbladig växtart som beskrevs av Elmer Drew Merrill. Elaeocarpus clementis ingår i släktet Elaeocarpus och familjen Elaeocarpaceae.

## Underarter
Arten delas in i följande underarter:
- E. c. borneensis
- E. c. clemensiae
- E. c. kostermansii